# Eresia etesiae
Eresia etesiae är en fjärilsart som beskrevs av Hall 1929. Eresia etesiae ingår i släktet Eresia och familjen praktfjärilar. Inga underarter finns listade i Catalogue of Life.